# Ceriporia metamorphosa
Ceriporia metamorphosa är en svampart som först beskrevs av Karl Wilhelm Gottlieb Leopold Fuckel, och fick sitt nu gällande namn av Ryvarden & Gilb. 1993. Ceriporia metamorphosa ingår i släktet Ceriporia och familjen Phanerochaetaceae.   Inga underarter finns listade i Catalogue of Life.